# Camarles
Camarles est une commune de la province de Tarragone, en Catalogne, en Espagne, de la comarque de Baix Ebre

## Personnalités liées à la ville
- Carol Rovira, actrice, y est née.